# Церковь Успения Девы Марии (Клеве)
Церковь Успения Девы Марии (нем. Stiftskirche St. Mariä Himmelfahrt, часто употребляется сокращенное название  Stiftskirche (монастырская церковь)) — римо-католическая церковь в городе Клеве (федеральная земля Северный Рейн-Вестфалия). Церковь расположена между площадями Kirchplatz и Kleiner Markt.

## История
Первое упоминание о церкви датируется 1170 годом, где она именуется как романская церковь при Клевском замке. Позднее вокруг церкви образуется монастырь миноритов.

Когда 25 апреля 1242 года граф Клевский Дитрих IV (Dietrich IV/VI) к западу от замка основал поселение Клеве и дал ему городское право, церковь Успения оказывается за городскими стенами. А внутри города монастырь миноритов строит отдельную небольшую церковь. В 1341 году при расширении монастырь с церковью оказывается внутри городских стен. 12 августа 1341 года по указанию графа Дитриха VII (Dietrich VII/IX) на месте старой романской церкви начинает строиться новая готическая церковь. В 1347 году в строящейся церкви был погребён сам граф Дитрих VII. Строительство основного здания было закончено в 1394 году, а колокольных башен — в 1426 году.

9 июня 1802 года в ходе медиатизации, проходившей под руководством наполеоновского министра Талейрана, все монастыри Рейнской области были секуляризированы, а монастырская церковь Успения становится приходской.

В ходе второй мировой войны во время бомбардировок британских ВВС церковь была почти полностью уничтожена. Восстановление церкви продолжалось до 1969 года.